# Lokal
Lokal (z łac. localis „miejscowy”) – wydzielona część budynku służąca celom mieszkaniowym lub innym (usługowym, produkcyjnym, handlowym) albo użytkowym (garaż).
Zgodnie z ustawą z 24 czerwca 1994 r. o własności lokali samodzielnym lokalem mieszkalnym jest wydzielona trwałymi ścianami izba lub zespół izb. Według jednego z orzeczeń sądów administracyjnych lokal oznacza pomieszczenie lub zespół pomieszczeń (izb). Jednak w orzeczeniu sąd zacytował także stwierdzenie pochodzące z polskojęzycznej Wikipedii, według którego lokal może składać się z dwóch lub większej liczby pomieszczeń.
Samodzielny lokal może stanowić przedmiot odrębnej własności, czyli nieruchomość lokalową. Położony jest na określonej nieruchomości, stanowiącej nieruchomość wspólną (art. 3 uwl). Do lokalu przypisany jest udział w nieruchomości wspólnej. Współwłasność nieruchomości wspólnej jest prawem związanym z prawem własności nieruchomości lokalowej i nie może być zniesiona (art. 3 ust. 1 uwl).
Przepisy Prawa budowlanego i innych ustaw nakładają różne wymagania związane z samym powstaniem lokalu, jak i możliwością korzystania z niego.